# Llista de guardonats amb el Premi Nobel de Literatura

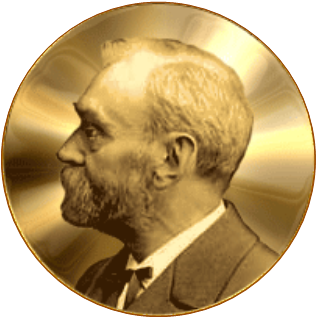
Alfred Nobel

El Premi Nobel de Literatura és lliurat anualment per l'Acadèmia Sueca a «escriptors que sobresurten per les seves contribucions en el camp de la literatura». És un dels cinc premis Nobel establerts en el testament d'Alfred Nobel, el 1895, i que són donats a tots aquells individus que realitzen contribucions notables en la química, la física, la literatura, la pau i la fisiologia o la medicina. Segons el que diu el testament de Nobel, aquest reconeixement és administrat directament per la Fundació Nobel i concedit per un comitè conformat per cinc membres que són triats per l'Acadèmia Sueca. El primer Premi Nobel de Literatura va ser lliurat el 1901 al francès Sully Prudhomme. Cada guanyador rep al seu torn una medalla, un diploma i un premi econòmic la suma del qual ha variat al llarg dels anys. El 1901, Prudhomme va guanyar 150.782 corones sueques, que equivaldrien a 7.731.004 corones del 2007. En comparació, el 2008 el premi va ser lliurat al també francès Jean-Marie Gustave Le Clézio, que va obtenir una condecoració estimada en 10.000.000 de corones. Addicionalment, el guardó és presentat a Estocolm, Suècia, en una celebració anual que es realitza cada 10 de desembre, just quan es commemora l'aniversari luctuós de Nobel.
Cada any, l'Acadèmia Sueca envia les sol·licituds per les candidatures al Premi Nobel de Literatura. Certament, els membres de l'Acadèmia, així com de diferents acadèmies i societats literàries, juntament amb professors de literatura i llengües, exguardonats amb el Nobel de literatura, i els presidents de les organitzacions d'escriptors estan autoritzats a designar un candidat. No obstant això, no estan permeses les autonominacions. Finalment, a l'octubre, els membres de l'Acadèmia Sueca voten i el candidat que rep més de la meitat dels vots totals és designat com el nou Nobel de Literatura.
Fins al 2011, el guardó de literatura ha estat lliurat a 108 persones. Hi ha casos en què hi ha hagut controvèrsies a causa de l'elecció de l'Acadèmia; per exemple, el 1958, el guanyador del Nobel Boris Pasternak va ser obligat a rebutjar-lo a causa que es trobava sota pressió per part del govern de la Unió Soviètica. De manera similar, el 1964, el francès Jean-Paul Sartre va refusar rebre el guardó, ja que fins llavors s'havia negat a acceptar qualsevol reconeixement oficial que li fos fet en vida. Un total de 12 dones han guanyat el Nobel de literatura, més que en cap altre premi Nobel, amb l'excepció única del Premi Nobel de la Pau, que ha estat donat a 15 dones en tota la seva història. Des de la seva creació, hi ha hagut només quatre ocasions en què el Premi Nobel de Literatura és concedit a dues persones en un mateix any (1904, 1917, 1966 i 1974), així com set anys en què no va ser lliurat (1914, 1918, 1935 i 1940-1943).

## Guardonats
| Any  | Premiat                                         | Premiat                                         | País                                            | Idioma                                          | Notes |
| ---- | ----------------------------------------------- | ----------------------------------------------- | ----------------------------------------------- | ----------------------------------------------- | --- |
| 1901 | Sully Prudhomme                                 | Sully Prudhomme                                 | França                                          | Francès                                         | En reconeixement especial a la seva composició poètica, la qual cosa dona proves d'un elevat idealisme, una perfecció artística i una rara combinació de les qualitats tant del cor com de l'intel·lecte |
| 1902 | Theodor Mommsen                                 | Theodor Mommsen                                 | Imperi alemany                                  | Alemany                                         | El més grandiós mestre amb vida de l'art de l'escriptura històrica, amb una especial referència a la seva obra monumental, Història de Roma' |
| 1903 |                                                 | Bjørnstjerne Bjørnson                           | Noruega                                         | Noruec                                          | A manera de tribut a la seva poesia noble, magnífica i versàtil, la qual sempre s'ha distingit tant per la frescor de la seva inspiració com per la puresa rara del seu esperit |
| 1904 | Frédéric Mistral                                | Frédéric Mistral                                | França                                          | Occità                                          | En reconeixement de l'originalitat fresca i inspiració veritable de la seva producció poètica, la qual reflecteix fidelment l'escenari natural i esperit nadiu de la seva gent i, addicionalment, al seu treball significatiu com a filòleg provençal |
| 1904 | José Echegaray                                  | José Echegaray                                  | Espanya                                         | Castellà                                        | En reconeixement de les nombroses i brillants composicions que, d'una manera individual i original, han reviscut les grandioses tradicions del drama espanyol |
| 1905 | Henryk Sienkiewicz                              | Henryk Sienkiewicz                              | Polònia                                         | Polonès                                         | Pels seus mèrits excel·lents com a escriptor èpic |
| 1906 | Giosuè Carducci                                 | Giosuè Carducci                                 | Itàlia                                          | Italià                                          | No sols en consideració al seu aprenentatge profund i investigació crítica, sinó sobretot a manera de tribut a la seva energia creativa, frescor d'estil i força lírica que caracteritzen les seves peces mestres poètiques |
| 1907 | Rudyard Kipling                                 | Rudyard Kipling                                 | Regne Unit                                      | Anglès                                          | En consideració al seu poder d'observació, originalitat d'imaginació, força d'idees i un talent extraordinari per a la narració que caracteritzen les creacions d'aquest autor famós a nivell mundial |
| 1908 | Rudolf Christoph Eucken                         | Rudolf Christoph Eucken                         | Imperi alemany                                  | Alemany                                         | En reconeixement de la seva recerca fervorosa de la veritat, el seu poder penetrant de pensament, el seu ampli rang de visió i la calidesa i la força en la presentació amb la qual, en els seus nombrosos treballs, ha reivindicat i desenvolupat una filosofia idealista de la vida |
| 1909 | Selma Lagerlöf                                  | Selma Lagerlöf                                  | Suècia                                          | Suec                                            | En apreciació al seu idealisme elevat, imaginació intensa i percepció espiritual que caracteritzen els seus escrits |
| 1910 |                                                 | Paul von Heyse                                  | Imperi alemany                                  | Alemany                                         | Com a tribut a l'art consumat, perdurant amb idealisme, el qual ha demostrat al llarg de la seva llarga carrera productiva com a poeta líric, dramaturg, novel·lista i escriptor de novel·les curtes ben conegudes a nivell mundial |
| 1911 | Maurice Maeterlinck                             | Maurice Maeterlinck                             | Bèlgica                                         | Francès                                         | En reconeixement de les seves activitats literàries multilaterals, i especialment a les seves obres dramàtiques, que es distingeixen per una riquesa d'imaginació i una fantasia poètica, la qual revela, de vegades amb l'aspecte d'un conte de fades, una profunda inspiració, mentre atreuen els propis sentiments dels lectors i estimulen la seva imaginació d'una manera misteriosa |
| 1912 |                                                 | Gerhart Hauptmann                               | Imperi alemany                                  | Alemany                                         | Principalment, en apreciació a la seva producció fructífera, variada i excel·lent en el camp de l'art dramàtic |
| 1913 | Rabindranath Tagore                             | Rabindranath Tagore                             | Índia                                           | Bengalí                                         | A causa del seu vers profundament sensitiu, fresc i bell, amb el qual, amb una destresa consumada, ha creat el seu pensament poètic, expressat en les seves pròpies paraules en anglès, una part de la literatura d'Occident |
| 1914 | No lliurat a causa de la Primera Guerra Mundial | No lliurat a causa de la Primera Guerra Mundial | No lliurat a causa de la Primera Guerra Mundial | No lliurat a causa de la Primera Guerra Mundial | No lliurat a causa de la Primera Guerra Mundial |
| 1915 | Romain Rolland                                  | Romain Rolland                                  | França                                          | Francès                                         | A manera de tribut a l'idealisme elevat de la seva producció literària i a la simpatia i amor a la veritat amb la qual ha descrit diferents tipus d'éssers humans |
| 1916 |                                                 | Verner von Heidenstam                           | Suècia                                          | Suec                                            | En reconeixement de la seva importància com el principal representant d'una nova era en la nostra literatura |
| 1917 | Karl Adolph Gjellerup                           | Karl Adolph Gjellerup                           | Dinamarca                                       | Danès i alemany                                 | Per la seva poesia variada i rica, que es troba inspirada per ideals grandiosos |
| 1917 |                                                 | Henrik Pontoppidan                              | Dinamarca                                       | Danès                                           | Per les seves descripcions autèntiques de la vida d'avui en dia a Dinamarca |
| 1918 | No lliurat a causa de la Primera Guerra Mundial | No lliurat a causa de la Primera Guerra Mundial | No lliurat a causa de la Primera Guerra Mundial | No lliurat a causa de la Primera Guerra Mundial | No lliurat a causa de la Primera Guerra Mundial |
| 1919 |                                                 | Carl Spitteler                                  | Suïssa                                          | Alemany                                         | En apreciació especial de la seva èpica obra Olympian Spring |
| 1920 | Knut Hamsun                                     | Knut Hamsun                                     | Noruega                                         | Noruec                                          | Per la seva monumental obra Growth of the Soil |
| 1921 |                                                 | Anatole France                                  | França                                          | Francès                                         | En reconeixement dels seus brillants èxits literaris, que es caracteritzen per una noblesa d'estil, una profunda simpatia humana, elegància i un temperament gal veritable |
| 1922 | Jacinto Benavente                               | Jacinto Benavente                               | Espanya                                         | Castellà                                        | Per la feliç manera en què ha continuat les tradicions il·lustres del drama espanyol |
| 1923 | William Butler Yeats                            | William Butler Yeats                            | Irlanda                                         | Anglès                                          | Per la seva poesia sempre inspirada, la qual brinda expressió a l'esperit d'una nació sencera d'una manera altament artística |
| 1924 |                                                 | Wladyslaw Reymont                               | Polònia                                         | Polonès                                         | Per la seva gran èpica nacional, The Peasants |
| 1925 |                                                 | George Bernard Shaw                             | Irlanda                                         | Anglès                                          | Pel seu treball que està marcat tant per idealisme com per la humanitat i la seva sàtira estimulant que sovint es troba infosa d'una singular bellesa poètica |
| 1926 | Grazia Deledda                                  | Grazia Deledda                                  | Itàlia                                          | Italià                                          | Pels seus escrits idealistes inspirats que amb claredat plàstica descriuen la vida en la seva illa natal i, amb profunditat i simpatia, fan front als problemes humans en general |
| 1927 | Henri Bergson                                   | Henri Bergson                                   | França                                          | Francès                                         | En reconeixement de les seves idees riques i vitalitzants i l'habilitat brillant amb la qual s'han presentat |
| 1928 | Sigrid Undset                                   | Sigrid Undset                                   | Noruega                                         | Noruec                                          | Principalment per les seves poderoses descripcions de la vida al Nord durant l'edat mitjana |
| 1929 | Thomas Mann                                     | Thomas Mann                                     | Alemanya                                        | Alemany                                         | Principalment, per la seva grandiosa novel·la, Els Buddenbrook, la qual ha guanyat un reconeixement contínuament creixent com una de les obres clàssiques de la literatura contemporània |
| 1930 | Sinclair Lewis                                  | Sinclair Lewis                                  | Estats Units                                    | Anglès                                          | Pel seu art vigorós i gràfic de la descripció i la seva capacitat per a crear, amb enginy i humor, nous tipus de personatges |
| 1931 | Erik Axel Karlfeldt                             | Erik Axel Karlfeldt                             | Suècia                                          | Suec                                            | La poesia d'Erik Axel Karlfeldt |
| 1932 | John Galsworthy                                 | John Galsworthy                                 | Regne Unit                                      | Anglés                                          | Pel seu distingit art de narració, que pren la seva forma més elevada en The Forsyte Saga |
| 1933 |                                                 | Ivan Bunin                                      | Imperi Rus (apàtrida domiciliat a França)       | Rus                                             | Per l'art estricte amb el qual ha portat a terme la tradició clàssica russa en l'escriptura en prosa |
| 1934 | Luigi Pirandello                                | Luigi Pirandello                                | Itàlia                                          | Italià                                          | Per la seva reactivació audaç i enginyosa de l'art dramàtic i escènic |
| 1935 | No lliurat                                      | No lliurat                                      | No lliurat                                      | No lliurat                                      | No lliurat |
| 1936 | Eugene O'Neill                                  | Eugene O'Neill                                  | Estats Units                                    | Anglès                                          | Per les poderoses, la honestes i profundes emocions percebudes en les seves obres dramàtiques, que representen un concepte original de la tragèdia |
| 1937 | Roger Martin du Gard                            | Roger Martin du Gard                            | França                                          | Francès                                         | Pel poder artístic i la veritat amb els quals ha representat els conflictes humans, així com alguns aspectes fonamentals de la vida contemporània en el seu cicle de novel·les Les Thibault |
| 1938 |                                                 | Pearl S. Buck                                   | Estats Units                                    | Anglès                                          | Per les seves descripcions riques i veritablement èpiques de la vida camperola a la Xina i per les seves obres mestres biogràfiques |
| 1939 | Frans Eemil Sillanpää                           | Frans Eemil Sillanpää                           | Finlàndia                                       | Finés                                           | Pel seu profund coneixement dels camperols del seu país i l'art exquisit amb què ha retratat la seva forma de vida i la seva relació amb la natura |
| 1940 | No lliurat a causa de la Segona Guerra Mundial  | No lliurat a causa de la Segona Guerra Mundial  | No lliurat a causa de la Segona Guerra Mundial  | No lliurat a causa de la Segona Guerra Mundial  | No lliurat a causa de la Segona Guerra Mundial |
| 1941 | No lliurat a causa de la Segona Guerra Mundial  | No lliurat a causa de la Segona Guerra Mundial  | No lliurat a causa de la Segona Guerra Mundial  | No lliurat a causa de la Segona Guerra Mundial  | No lliurat a causa de la Segona Guerra Mundial |
| 1942 | No lliurat a causa de la Segona Guerra Mundial  | No lliurat a causa de la Segona Guerra Mundial  | No lliurat a causa de la Segona Guerra Mundial  | No lliurat a causa de la Segona Guerra Mundial  | No lliurat a causa de la Segona Guerra Mundial |
| 1943 | No lliurat a causa de la Segona Guerra Mundial  | No lliurat a causa de la Segona Guerra Mundial  | No lliurat a causa de la Segona Guerra Mundial  | No lliurat a causa de la Segona Guerra Mundial  | No lliurat a causa de la Segona Guerra Mundial |
| 1944 | Johannes Vilhelm Jensen                         | Johannes Vilhelm Jensen                         | Dinamarca                                       | Danès                                           | Per la força rara i la fertilitat de la seva imaginació poètica amb què es combina una curiositat intel·lectual d'ampli abast i un estil audaç i frescament creatiu |
| 1945 |                                                 | Gabriela Mistral                                | Xile                                            | Castellà                                        | Per la seva poesia lírica que, inspirada per poderoses emocions, ha convertit el seu nom en un símbol de les aspiracions idealistes de tot el món llatinoamericà |
| 1946 |                                                 | Hermann Hesse                                   | Alemanya · Suïssa                               | Alemany                                         | Pels seus escrits inspirats que, en créixer en gosadia i penetració, exemplifiquen clàssics ideals humanitaris i altes qualitats d'estil |
| 1947 |                                                 | André Gide                                      | França                                          | Francès                                         | Pels seus escrits comprensius i artísticament significatius, en què els problemes humans i les condicions (de vida) s'han presentat amb un amor sense por de la veritat i una perspicàcia psicològica aguda |
| 1948 |                                                 | T. S. Eliot                                     | Estats Units · Regne Unit                       | Anglès                                          | Per la seva contribució excel·lent i pionera a la poesia d'avui dia |
| 1949 | William Faulkner                                | William Faulkner                                | Estats Units                                    | Anglès                                          | Per la seva poderosa i artísticament única contribució a la novel·la contemporània nord-americana |
| 1950 | Bertrand Russell                                | Bertrand Russell                                | Regne Unit                                      | Anglès                                          | En reconeixement dels seus escrits variats i significatius en els quals defensa els ideals humanitaris i la llibertat de pensament |
| 1951 | Pär Lagerkvist                                  | Pär Lagerkvist                                  | Suècia                                          | Suec                                            | Pel vigor artístic i la veritable independència de la ment amb els quals intenta en la seva poesia trobar les respostes a les eternes preguntes que confronten la humanitat |
| 1952 | François Mauriac                                | François Mauriac                                | França                                          | Francès                                         | Pel discerniment profundament espiritual i la intensitat artística amb els quals ha penetrat en les seves novel·les el drama de la vida humana |
| 1953 | Winston Churchill                               | Winston Churchill                               | Regne Unit                                      | Anglès                                          | Pel seu domini de les descripcions biogràfiques i històriques, així com per la seva brillant oratòria en defensa dels valors humans exaltats |
| 1954 | Ernest Hemingway                                | Ernest Hemingway                                | Estats Units                                    | Anglès                                          | Pel seu domini de l'art de la narrativa, més recentment demostrada en El vell i la mar, i per la influència que ha exercit en l'estil contemporani |
| 1955 |                                                 | Halldór Laxness                                 | Islàndia                                        | Islandès                                        | Pel seu vívid poder èpic amb el qual ha renovat el gran art narratiu d'Islàndia |
| 1956 | Juan Ramón Jiménez                              | Juan Ramón Jiménez                              | Espanya                                         | Castellà                                        | Per la seva poesia lírica, que en castellà constitueix un exemple d'elevat esperit i puresa artística |
| 1957 | Albert Camus                                    | Albert Camus                                    | França                                          | Francès                                         | Per la seva important producció literària, que amb una seriositat clarivident il·lumina els problemes de la consciència humana en la nostra època |
| 1958 | Boris Pasternak                                 | Boris Pasternak                                 | Unió Soviètica                                  | Rus                                             | Pel seu important èxit tant en la poesia lírica contemporània com en el camp de les grandioses tradicions èpiques russes |
| 1959 | Salvatore Quasimodo                             | Salvatore Quasimodo                             | Itàlia                                          | Italià                                          | Per la seva poesia lírica, que amb un foc clàssic expressa la tràgica experiència de vida en els nostres temps |
| 1960 | Saint-John Perse                                | Saint-John Perse                                | França                                          | Francès                                         | Pel vol a l'alça i les imatges evocadores de la seva poesia que, en un aspecte visionari, reflecteix les condicions dels nostres temps |
| 1961 | Ivo Andrić                                      | Ivo Andrić                                      | Iugoslàvia                                      | Serbocroata                                     | Per la força èpica amb la qual ha traçat temes i representat destins humans extrets de la història del seu país |
| 1962 | John Steinbeck                                  | John Steinbeck                                  | Estats Units                                    | Anglès                                          | Pels seus escrits realistes i imaginatius, combinats de manera que incorporen un humor simpàtic i una percepció social entusiasta |
| 1963 |                                                 | Giorgos Seferis                                 | Grècia                                          | Grec                                            | Pels seus escrits lírics eminents, inspirats per un sentiment profund per l'univers cultural hel·lènic |
| 1964 |                                                 | Jean-Paul Sartre                                | França                                          | Francès                                         | Per la seva obra que, rica en idees i plena de l'esperit de llibertat i la recerca de la veritat, ha exercit una influència de gran abast en la nostra època |
| 1965 |                                                 | Mikhaïl Xólokhov                                | Unió Soviètica                                  | Rus                                             | Pel poder artístic i la integritat amb la qual, en l'èpica del Don, ha donat expressió a una fase històrica en la vida del poble rus |
| 1966 | Shmuel Yosef Agnon                              | Shmuel Yosef Agnon                              | Israel                                          | Hebreu                                          | Pel seu art profundament narratiu amb tòpics característics de la vida del poble jueu |
| 1966 | Nelly Sachs                                     | Nelly Sachs                                     | Alemanya                                        | Alemany                                         | Pels seus excel·lents escrits lírics i dramàtics, que interpreten el destí d'Israel amb una força commovedora |
| 1967 | Miguel Ángel Asturias                           | Miguel Ángel Asturias                           | Guatemala                                       | Castellà                                        | Pels seus èxits literaris vius, fortament arrelats en els trets nacionals i les tradicions dels pobles indígenes d'Amèrica Llatina |
| 1968 |                                                 | Kawabata Yasunari                               | Japó                                            | Japonès                                         | Per la seva mestria narrativa, que expressa amb gran sensibilitat l'essència de la ment japonesa |
| 1969 |                                                 | Samuel Beckett                                  | Irlanda                                         | Francès i anglès                                | Per la seva escriptura, que -en les noves formes de la novel·la i el drama- en la misèria de l'home modern adquireix la seva elevació |
| 1970 |                                                 | Aleksandr Soljenitsin                           | Unió Soviètica                                  | Rus                                             | Per la força ètica amb la qual ha perseguit les tradicions indispensables de la literatura russa |
| 1971 | Pablo Neruda                                    | Pablo Neruda                                    | Xile                                            | Castellà                                        | Per una poesia que, amb l'acció d'una força elemental, dona vida a la destinació i els somnis d'un continent |
| 1972 | Heinrich Böll                                   | Heinrich Böll                                   | RFA                                             | Alemany                                         | Pels seus escrits que, amb la seva combinació d'una àmplia perspectiva sobre el seu temps i una habilitat sensible en la caracterització, ha contribuït a la renovació de la literatura alemanya |
| 1973 | Patrick White a la dècada del 1940              | Patrick White                                   | Austràlia                                       | Anglès                                          | Per un art narratiu èpic i psicològic que ha introduït un nou continent en la literatura |
| 1974 | Eyvind Johnson                                  | Eyvind Johnson                                  | Suècia                                          | Suec                                            | Per un art narratiu, previsor de les terres i les edats, en el servei de la llibertat |
| 1974 | Harry Martinson                                 | Harry Martinson                                 | Suècia                                          | Suec                                            | Pels escrits que atrapen la gota de rosada i reflecteixen el cosmos |
| 1975 | Eugenio Montale                                 | Eugenio Montale                                 | Itàlia                                          | Italià                                          | Per la seva poesia distintiva que, amb gran sensibilitat artística, ha interpretat els valors humans sota el signe d'una visió de la vida sense il·lusions |
| 1976 |                                                 | Saul Bellow                                     | Estats Units                                    | Anglès                                          | Per la comprensió humana i l'anàlisi subtil de la cultura contemporània que es combinen en la seva obra |
| 1977 | Vicente Aleixandre                              | Vicente Aleixandre                              | Espanya                                         | Castellà                                        | Per una creativa escriptura poètica que il·lumina la condició de l'ésser humà en el cosmos i en la societat actual, alhora que representa la gran renovació de les tradicions de la poesia espanyola entre guerres |
| 1978 |                                                 | Isaac Bashevis Singer                           | Estats Units                                    | Jiddisch                                        | Pel seu art narratiu apassionat que, amb arrels en una tradició cultural jueva polonesa, porten a la vida les condicions humanes universals |
| 1979 |                                                 | Odysseas Elytis                                 | Grècia                                          | Grec                                            | Per la seva poesia que, en el context de la tradició grega, descriu amb força sensual i amb lucidesa intel·lectual la lluita de l'ésser humà contemporani per la llibertat i la creativitat |
| 1980 | Czeslaw Milosz                                  | Czeslaw Milosz                                  | Polònia                                         | Polonès                                         | Amb una lucidesa no comprometedora, descriu la condició exposada de l'ésser humà en un món de conflictes greus |
| 1981 |                                                 | Elias Canetti                                   | Regne Unit(nascut a Bulgària)                   | Alemany                                         | Per escrits marcats per una visió àmplia, una gran quantitat d'idees i una força artística |
| 1982 |                                                 | Gabriel García Márquez                          | Colòmbia                                        | Castellà                                        | Per les seves novel·les i històries curtes, en les quals el fantàstic i el real es combinen en un món ricament compost d'imaginació, el qual reflecteix la vida i els conflictes d'un continent |
| 1983 | William Golding                                 | William Golding                                 | Regne Unit                                      | Anglès                                          | Per les seves novel·les que, amb la perspicàcia de l'art narratiu realista i la diversitat i universalitat del mite, il·lumina la condició humana en el món d'avui dia |
| 1984 |                                                 | Jaroslav Seifert                                | Txecoslovàquia                                  | Txec                                            | Per la seva poesia que, dotada amb frescor i una inventiva rica, proporciona una imatge alliberadora de l'esperit indomable i la versatilitat de l'ésser humà |
| 1985 | Claude Simon                                    | Claude Simon                                    | França                                          | Francès                                         | En la seva novel·la, combina la creativitat del poeta i del pintor amb una profunda consciència del temps en la representació de la condició humana |
| 1986 | Wole Soyinka                                    | Wole Soyinka                                    | Nigèria                                         | Anglès                                          | En una perspectiva cultural àmplia i amb matisos poètics, innova el drama de l'existència |
| 1987 | Joseph Brodsky                                  | Joseph Brodsky                                  | Estats Units                                    | Rus                                             | Per una autoria que tot ho abasta, imbuïda amb claredat de pensament i intensitat poètica |
| 1988 | Naguib Mahfouz                                  | Naguib Mahfouz                                  | Egipte                                          | Àrab                                            | Amb obres riques en matisos -amb la visió d'un futur realista, i suggestivament ambigua- ha format un art narratiu àrab que s'aplica a tota la humanitat |
| 1989 | Camilo José Cela                                | Camilo José Cela                                | Espanya                                         | Castellà                                        | Per una prosa rica i intensa que, amb una compassió moderada, forma una visió desafiadora de la vulnerabilitat de l'ésser humà |
| 1990 |                                                 | Octavio Paz                                     | Mèxic                                           | Castellà                                        | Per una apassionada escriptura amb amplis horitzons, caracteritzada per la intel·ligència sensorial i la integritat humanística |
| 1991 |                                                 | Nadine Gordimer                                 | Sud-àfrica                                      | Anglès                                          | Amb la seva escriptura èpica magnífica -en paraules d'Alfred Nobel- ha estat de gran benefici per a la humanitat |
| 1992 | Derek Walcott                                   | Derek Walcott                                   | Saint Lucia                                     | Anglès                                          | Per una obra poètica de gran lluminositat, sustentada per una visió històrica, que és el resultat d'un compromís multicultural |
| 1993 | Toni Morrison                                   | Toni Morrison                                   | Estats Units                                    | Anglès                                          | En novel·les caracteritzades per la força visionària i el sentit poètic, dona vida a un aspecte essencial de la realitat nord-americana |
| 1994 |                                                 | Kenzaburō Ōe                                    | Japó                                            | Japonès                                         | Amb força poètica, crea un món imaginari, en què es condensen la vida i el mite per formar una imatge desconcertant de la condició humana d'avui dia |
| 1995 |                                                 | Seamus Heaney                                   | Irlanda                                         | Anglès                                          | Per les obres d'una bellesa lírica i una profunditat ètica, que exalten miracles diaris i vides passades |
| 1996 |                                                 | Wislawa Szymborska                              | Polònia                                         | Polonès                                         | Per la seva poesia que, amb precisió irònica, permet que els contextos històric i biològic surtin a la llum en els fragments de la realitat humana |
| 1997 | Dario Fo                                        | Dario Fo                                        | Itàlia                                          | Italià                                          | Per emular els bufons de l'edat mitjana en l'autoritat flagel·lant i per defensar la dignitat dels oprimits |
| 1998 | José Saramago                                   | José Saramago                                   | Portugal                                        | Portuguès                                       | Amb paràboles sostingudes per la imaginació, la compassió i la ironia, contínuament ens permet copsar una realitat esquiva |
| 1999 |                                                 | Günter Grass                                    | Alemanya                                        | Alemany                                         | Les juganeres faules negres retraten la cara oblidada de la història |
| 2000 | Gao Xingjian                                    | Gao Xingjian                                    | Xina · França                                   | Xinès                                           | Per una obra de validesa universal, amb punts de vista penetrants i enginy lingüístic, que ha obert nous camins per a la novel·la i el teatre xinesos |
| 2001 |                                                 | V. S. Naipaul                                   | Regne Unit                                      | Anglès                                          | Per haver unit la preceptiva narrativa i el control incorruptible en obres que ens obliguen a veure la presència d'històries suprimides |
| 2002 | Imre Kertész                                    | Imre Kertész                                    | Hongria                                         | Hongarès                                        | Per una redacció que confirma l'experiència fràgil de l'individu contra l'arbitrarietat bàrbara de la història |
| 2003 | John Maxwell Coetzee                            | John Maxwell Coetzee                            | Sud-àfrica                                      | Anglès                                          | En innombrables disfresses, retrata la sorprenent implicació d'un foraster |
| 2004 | Elfriede Jelinek                                | Elfriede Jelinek                                | Àustria                                         | Alemany                                         | Pel seu flux musical de veus i contraveus en novel·les i obres teatrals que, amb extraordinari zel lingüístic, revelen l'absurd dels clixés de la societat i el seu poder subjugant |
| 2005 | Harold Pinter                                   | Harold Pinter                                   | Regne Unit                                      | Anglès                                          | En les seves obres, descobreix el precipici sota una xerrada quotidiana i obliga l'accés als espais tancats de l'opressió |
| 2006 | Orhan Pamuk                                     | Orhan Pamuk                                     | Turquia                                         | Turc                                            | En la recerca de l'ànima malenconiosa de la seva ciutat natal ha descobert nous símbols per al xoc i l'entrellaçament de cultures |
| 2007 | Doris Lessing                                   | Doris Lessing                                   | Regne Unit                                      | Anglès                                          | La narradora èpica de l'experiència femenina que, amb escepticisme, ardor i poder visionaris, s'ha sotmès a una civilització dividida a l'escrutini |
| 2008 | Jean-Marie Gustave Le Clézio                    | Jean-Marie Gustave Le Clézio                    | França · Maurici                                | Francès                                         | Escriptor de noves desviacions, aventures poètiques i èxtasi sensual, explorador d'una humanitat més enllà i per sota de la civilització regnant |
| 2009 |                                                 | Herta Müller                                    | Romania · Alemanya                              | Alemany                                         | Amb la concentració de la poesia i la franquesa de la prosa, descriu el paisatge dels desposseïts |
| 2010 |                                                 | Mario Vargas Llosa                              | Perú · Espanya                                  | Castellà                                        | Per la seva cartografia de les estructures de poder i les seves imatges mordaces de la resistència de l'individu, la rebel·lió i la derrota |
| 2011 | Tomas Tranströmer                               | Tomas Tranströmer                               | Suècia                                          | Suec                                            | Perquè amb les seves imatges denses i translúcides ens permet l'accés a la realitat |
| 2012 | Mo Yan                                          | Mo Yan                                          | Xina                                            | Xinès                                           | Que amb realisme al·lucinatori combina el conte popular, la història i el contemporani |
| 2013 | Alice Munro                                     | Alice Munro                                     | Canadà                                          | Anglès                                          | Una mestra del relat curt contemporani |
| 2014 | Patrick Modiano                                 | Patrick Modiano                                 | França                                          | Francès                                         | Per l'art de la memòria amb què ha evocat els més inabastables destins humans i ha descobert el món de l'ocupació |
| 2015 |                                                 | Svetlana Aleksiévitx                            | Belarús                                         | Rus                                             | Per la seva escriptura polifònica i perquè és un monument al patiment i al valor en els nostres temps |
| 2016 |                                                 | Bob Dylan                                       | Estats Units                                    | Anglès                                          | Per haver creat dins la gran tradició de la música americana nous tipus d'expressió poètica |
| 2017 |                                                 | Kazuo Ishiguro                                  | Japó (naixement) Regne Unit                     | Anglès                                          | Qui, en les novel·les de gran força emocional, ha descobert l'abisme sota el nostre il·lusori sentit de connexió amb el món |
| 2018 |                                                 | Olga Tokarczuk                                  | Polònia                                         | Polonès                                         | Per la imaginació narrativa que representa, amb passió enciclopèdica, la superació dels límits com una forma de vida (Va ser lliurat juntament amb el de l'any 2019) |
| 2019 |                                                 | Peter Handke                                    | Àustria                                         | Alemany                                         | Per un treball influent que, amb inventiva lingüística, ha explorat les perifèries i l'especificitat de l'experiència humana |
| 2020 |                                                 | Louise Glück                                    | Estats Units                                    | Anglès                                          | Per la seva inconfusible veu poètica, que amb una bellesa austera, converteix en universal l'existència indidividual |
| 2021 |                                                 | Abdulrazak Gurnah                               | Tanzània                                        | Anglès                                          | Pel compromís i l'explicació compassiva dels efectes del colonialisme i el destí dels refugiats en la intersecció entre cultures i continents |
| 2022 |                                                 | Annie Ernaux                                    | França                                          | Francès                                         | Per la valentia i l'agudesa clínica amb què descobreix les arrels, els estranys i les limitacions col·lectives de la memòria personal |
| 2023 |                                                 | Jon Fosse                                       | Noruega                                         | Noruec                                          | Pel seu estil narratiu conegut com a 'minimalisme Fosse' tal com es pot veure a la seva segona novel·la Stengd gitar (1985) |
| 2024 |                                                 | Han Kang                                        | Corea del Sud                                   | Coreà                                           | Per la intensa prosa poètica que confronta traumes històrics i exposa la fragilitat de la vida humana. |

## Guardonats per idioma
En la llista següent, es calcula el nombre de guardonats atorgant un punt per guanyador i llengua i mig punt si hi ha dos guardonats o el premiat ha escrit en dos idiomes. Com que el 1917 es van donar els dos casos, s'ha dividit per un quart cada llengua del guardonat Karl Adolph Gjellerup. Segons aquest barem, l'idioma amb més guardons amb del Premi Nobel de Literatura és l'anglès, seguit del francès:
| Idioma      | Nombre de guardons |
| ----------- | ------------------ |
| Anglès      | 29,5               |
| Francès     | 14,5               |
| Alemany     | 13,75              |
| Castellà    | 10,5               |
| Italià      | 6                  |
| Suec        | 6                  |
| Rus         | 6                  |
| Polonès     | 5                  |
| Noruec      | 4                  |
| Grec        | 2                  |
| Japonès     | 2                  |
| Xinès       | 2                  |
| Danès       | 1,75               |
| Àrab        | 1                  |
| Bengalí     | 1                  |
| Finès       | 1                  |
| Hongarès    | 1                  |
| Islandès    | 1                  |
| Portuguès   | 1                  |
| Serbocroata | 1                  |
| Turc        | 1                  |
| Txec        | 1                  |
| Jiddisch    | 1                  |
| Hebreu      | 0,5                |
| Occità      | 0,5                |
| Coreà       | 1                  |

## Guardonats per país
El país amb més guanyadors del Premi Nobel de Literatura és França, amb 15 premiats, seguit pels Estats Units, amb 13.
| País              | Guanyadors |
| ----------------- | ---------- |
| França            | 14         |
| Estats Units      | 13         |
| Alemanya          | 10         |
| Regne Unit        | 10         |
| Suècia            | 7          |
| Espanya           | 6          |
| Itàlia            | 6          |
| Polònia           | 4          |
| Irlanda           | 4          |
| Noruega           | 4          |
| Unió Soviètica    | 3          |
| Xile              | 2          |
| Dinamarca         | 2          |
| Suïssa            | 2          |
| Grècia            | 2          |
| Japó              | 2          |
| Sud-àfrica        | 2          |
| R.P. de la Xina   | 2          |
| Canadà            | 2          |
| Guatemala         | 1          |
| Colòmbia          | 1          |
| Mèxic             | 1          |
| Perú              | 1          |
| Bèlgica           | 1          |
| Índia             | 1          |
| Finlàndia         | 1          |
| Islàndia          | 1          |
| Iugoslàvia        | 1          |
| Israel            | 1          |
| Austràlia         | 1          |
| Txecoslovàquia    | 1          |
| Nigèria           | 1          |
| Egipte            | 1          |
| Saint Lucia       | 1          |
| Portugal          | 1          |
| Trinitat i Tobago | 1          |
| Hongria           | 1          |
| Àustria           | 1          |
| Turquia           | 1          |
| Maurici           | 1          |
| Romania           | 1          |
| Belarús           | 1          |
| Tanzània          | 1          |
| Corea del Sud     | 1          |